# Valle de Chalco Solidaridad
Valle de Chalco Solidaridad là một đô thị thuộc bang México, México. Năm 2005, dân số của đô thị này là 332279 người.